# Ernst Viebig (Verwaltungsjurist)
Ernst Viebig (* 24. September 1810 in Rokitten bei Meseritz, Provinz Posen; † 13. Oktober 1881 in Düsseldorf) war ein preußischer Verwaltungsjurist, Landrat und Mitglied der Frankfurter Nationalversammlung.

## Leben

### Herkunft
Ernst Viebig wurde 1810 in Rokitten als Sohn eines Gutsbesitzers geboren. Er starb am 13. Oktober 1881 in Düsseldorf, wo er auch begraben liegt.

### Werdegang
Nach einem juristischen Studium von 1829 bis 1832 in Berlin trat Ernst Viebig in den preußischen Staatsdienst ein. Er begann 1833 als Regierungsreferendar in Magdeburg und war 1838 Regierungsassessor in Merseburg. 1840 wurde Viebig interim. Landrat im Kreis Gnesen, Provinz Posen und 1845 wirkte er als Regierungsrat in Posen.
Ab dem 29. Mai 1848 war er Abgeordneter für den Wahlkreis Posen in der Frankfurter Nationalversammlung. Er schloss sich der Mehrheitsfraktion der Nationalliberalen, der sogenannten Kasino-Fraktion, an, der so bekannte Abgeordnete wie Friedrich Daniel Bassermann, Friedrich Christoph Dahlmann, Johann Gustav Droysen, Georg Waitz u. a. angehörten. Im Laufe der Verhandlungen über die Verfassung des künftigen Deutschlands spaltete sich im September 1848 die sogenannte Landsberg-Fraktion vom Kasino (die Fraktionen wurden im Allgemeinen nach ihrem Tagungslokalen benannt) ab, der sich auch Ernst Viebig anschloss. Die neue Fraktion plädierte für eine Stärkung der Zentralgewalt und des Parlaments und dem gemäß für eine Schwächung der einzelstaatlichen Befugnisse. Mit dem 21. Mai 1849 beendete Viebig seine Abgeordnetentätigkeit.
Er wurde danach als Regierungsrat zunächst in das 1849 preußisch gewordenen Sigmaringen versetzt, später dann, 1858, als Oberregierungsrat nach Trier. Schließlich wurde er 1868 stellvertretender Regierungspräsident in Düsseldorf, dieses Amt übte er bis zu seinem Tod 1881 aus.

### Familie

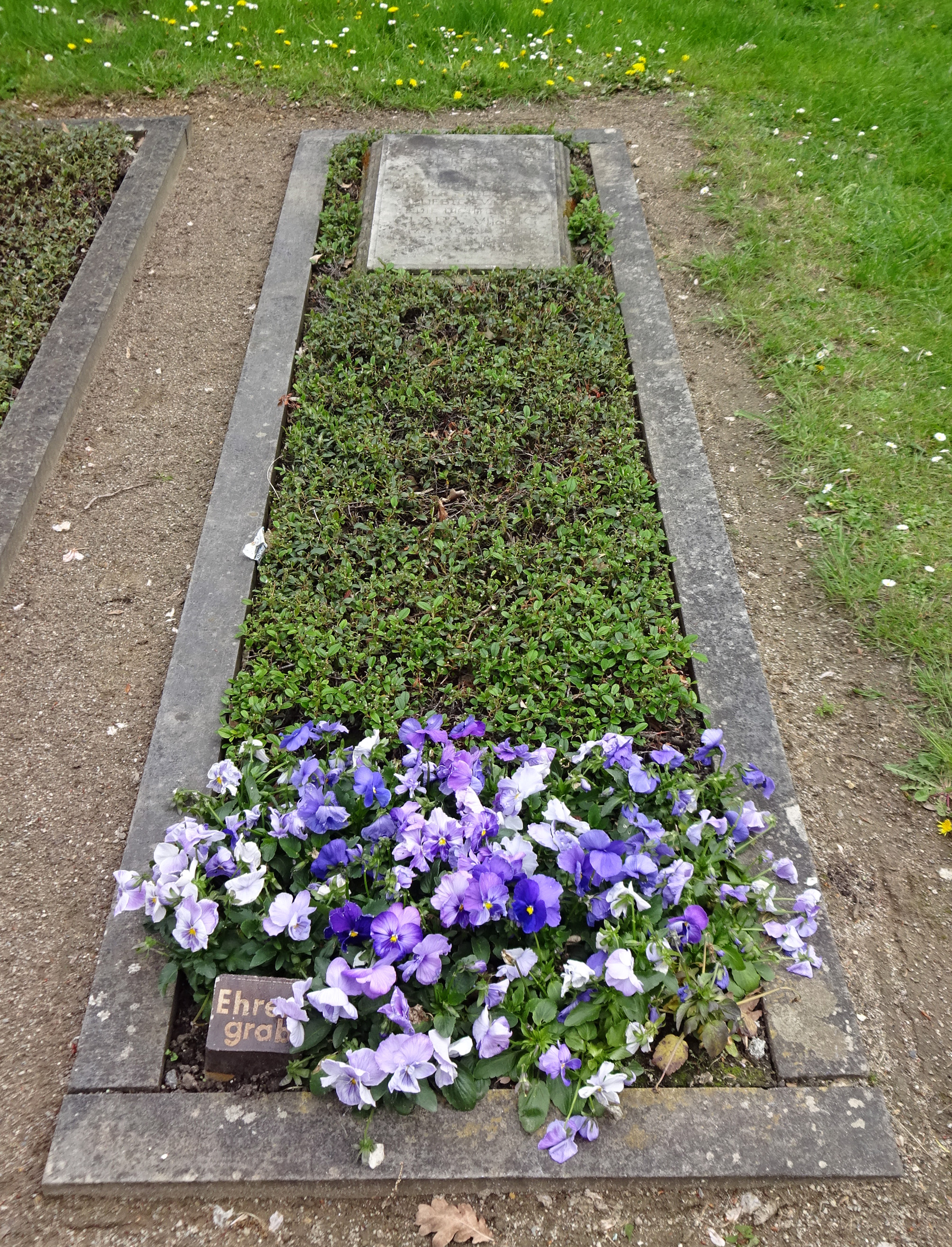
Ehrengrab Ernst Viebig und Tochter Clara Viebig auf dem Nordfriedhof (2019)

Viebig war verheiratet und hatte zwei Söhne und eine Tochter, die Schriftstellerin Clara Viebig (1860–1952). Der Komponist Ernst Viebig war sein Enkel.